# De fez van Fes
De fez van Fes is het 39e stripverhaal van De Kiekeboes. De reeks wordt getekend door striptekenaar Merho. Het album verscheen in 1987.

## Verhaal
Door een persoonsverwisseling wordt Fanny ontvoerd en in de harem van de fez van Fes opgenomen. Gelukkig zijn Moemoe en Konstantinopel ook in Marokko en samen gaan ze achter de bende aan. Ondertussen worstelt Kiekeboe met belastinginspecteur Welkom, die hem ervan verdenkt de ontvoering van Fanny op het getouw te hebben gezet om de belastingen te ontduiken.